# 斩龙岗水库
斩龙岗水库是中国河南省南阳市内乡县境内的一座水库，位于弹琴河上，建于1969年。水库正常库容为730万立方米，集雨面积为28平方千米，海拔为207米。